# Burg Syke

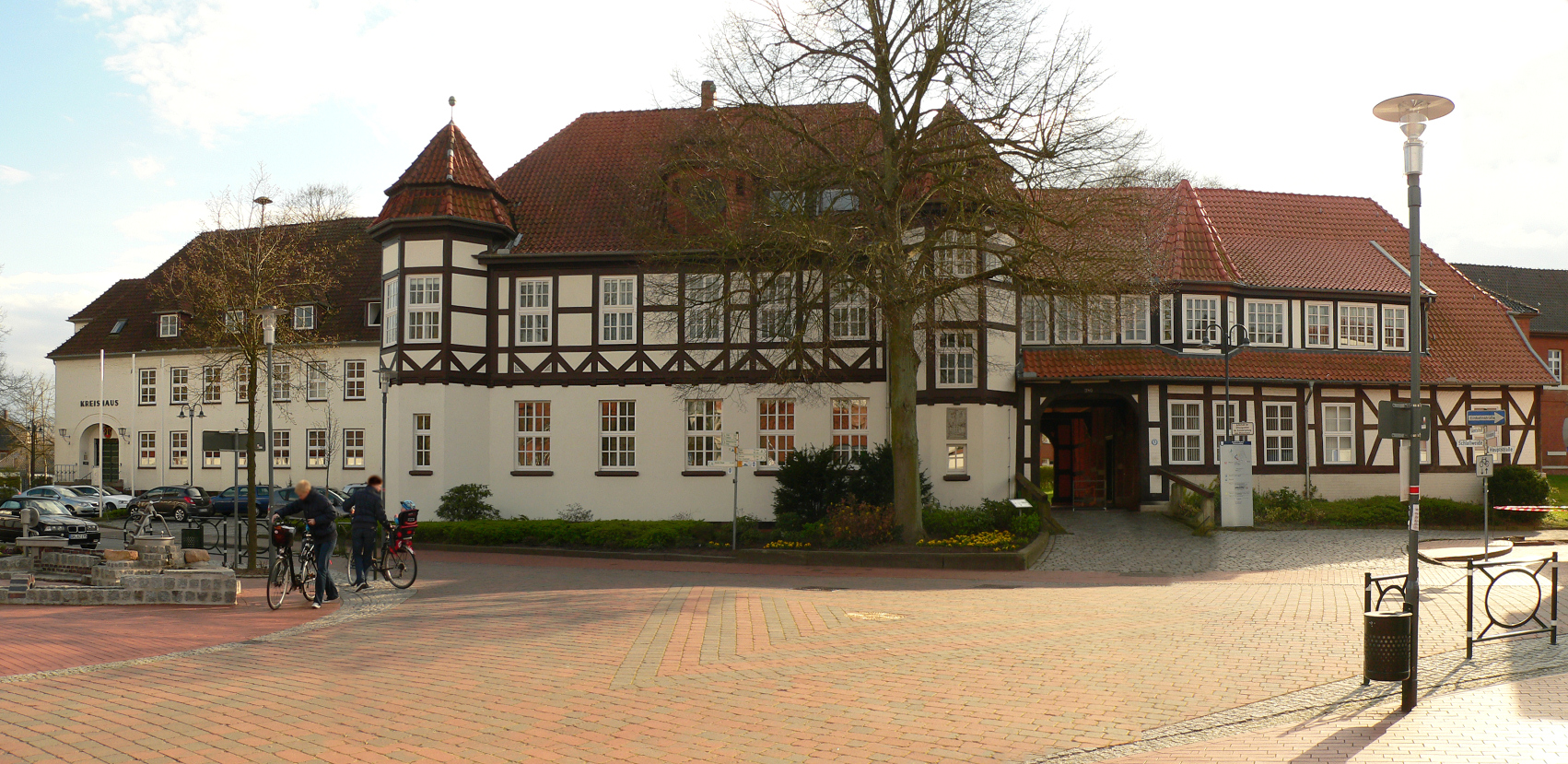
Der Zugang zum früheren Burgareal, links ein Verwaltungsgebäude des 20. Jahrhunderts, in der Mitte das 1915 errichtete Gebäude des Kreises Syke und rechts das historische Torhaus von 1740

Die Burg Syke war eine Burg in Syke in Niedersachsen. Sie wurde um 1270 innerhalb eines bestehenden Ringwalls errichtet und verlor im Dreißigjährigen Krieg durch Schleifung ihre Funktion als Befestigungsanlage. In der Folge entstand ein Gebäudeensemble, das als Amtshof zum Verwaltungssitz wurde, zunächst für das Amt Syke und später den Kreis Syke.
Das Kornzinshaus, das Torgebäude und das Gebäudeensemble des Vorwerks sowie die Wallanlagen stehen unter Denkmalschutz.

## Geschichte

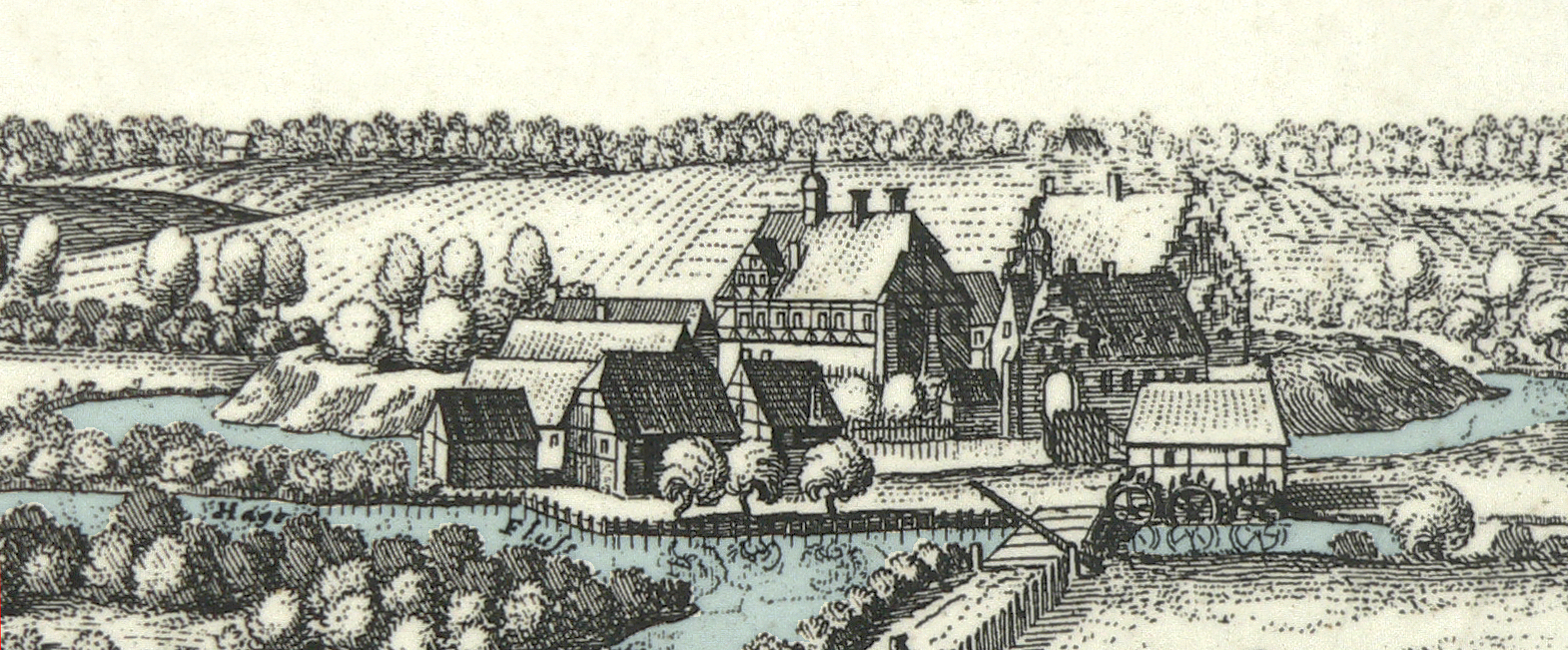
Der auf dem Burggelände entstandene Amtshof auf einem Merian-Stich um 1654, Wasserflächen nachträglich koloriert

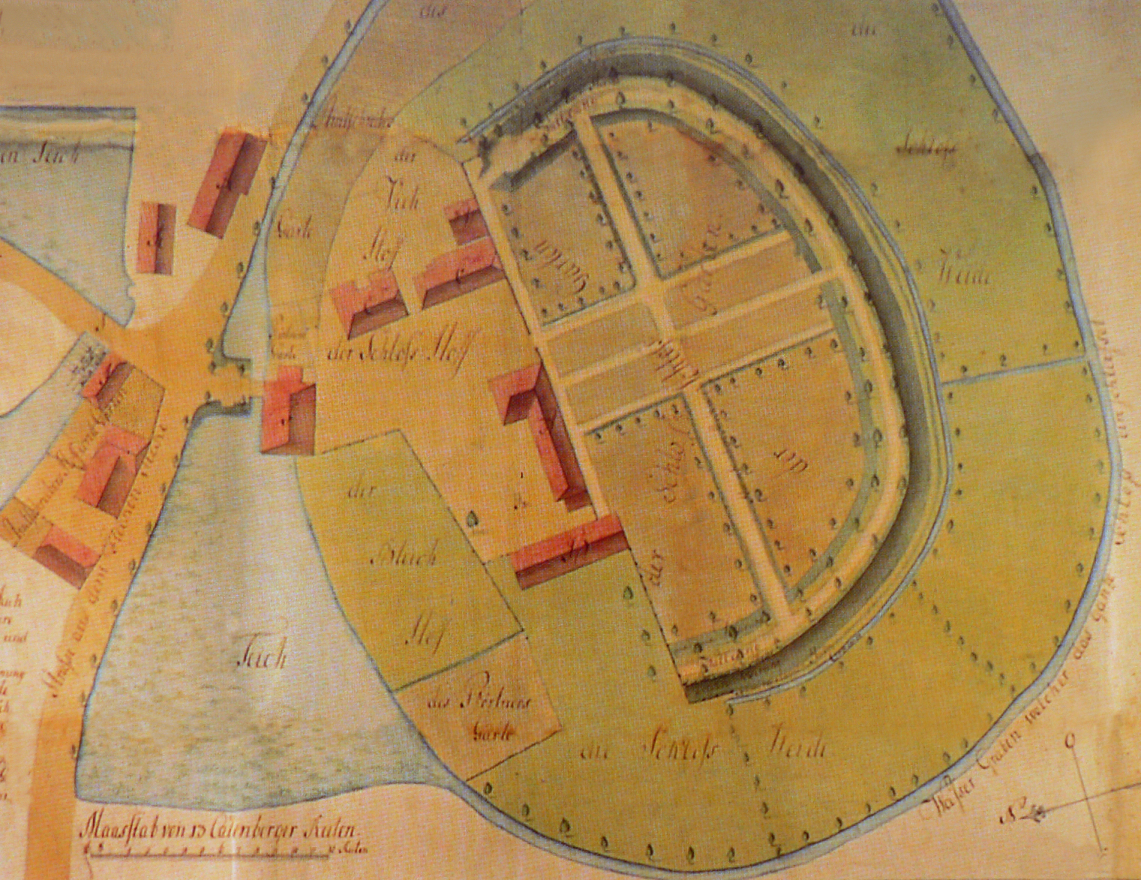
Plan des Amtshofs mit Ringwall und Wassergraben, 1784

Die Burg wurde von den Grafen von Neubruchhausen um 1270 errichtet, nachdem Syke 1259 an die Herrschaft Neubruchhausen gefallen war. Zweck war die Sicherung eigener Interessen gegen die Bremer Bischöfe. Seitdem war Syke Sitz der gräflichen Vögte und Amtsmänner. Die Burg wurde zum Verwaltungssitz ausgebaut. 1384 ging der Besitz der Grafen von Neubruchhausen an die Grafen von Hoya über. 1394 wird die Burg im Besitz der Grafen von Hoya erstmals genannt. 1419 gelangte sie in den Besitz der Herzöge von Braunschweig-Lüneburg und wurde kurz darauf von den Grafen von Hoya zurückerobert. 1423 plünderte Graf Dietrich von Oldenburg die Burg. Danach war sie insbesondere ein Pfandobjekt und ab 1517 Amtssitz des Amtes Syke. Nach dem Erlöschen des Geschlechts der Grafen von Hoya 1582 kam die Burg an die Herzöge von Braunschweig-Lüneburg. Laut einer Beschreibung des damaligen Amtmannes war das Schloss Syke im Jahr 1589 von einem doppelten Wassergraben umgeben. Es bestand aus zwei Pforthäusern, dem Neuen Haus als Hauptgebäude, einem Zeughaus, einem Brauhaus und Stallgebäuden.
Während des Dreißigjährigen Krieges wurde die Burg 1623 von den dänischen Truppen besetzt. Sie überließen die Anlage 1627 den kaiserlichen Truppen unter Feldmarschall Tilly. 1633 wurden die Befestigungsanlagen geschleift und der umgebende Graben mit dem Wallmaterial verfüllt. Damit sollte der kriegerische Wert und damit der Anreiz, sie einzunehmen, verringert werden.
Im frühen 18. Jahrhundert wurden die verfallenen und funktionslos gewordenen Gebäudeteile abgerissen. Lediglich das Kornzinshaus blieb bestehen.

Gebäudeensemble des Vorwerks Syke

Als Anfang des 18. Jahrhunderts die Baulichkeiten auf dem Areal nicht mehr ausreichten, um einen zentralen Wirtschaftshof zu betreiben, wurde das seit 1580 bestehende Vorwerk Syke ausgebaut. Die Anlage am Rande des Friedeholzes bekam mehrere neue Gebäude.

## Beschreibung
Das Burgareal lag innerhalb des bereits bestehenden Ringwalls. Es war von zwei Wassergräben umschlossen und über eine Zugbrücke erreichbar, die von Torhäusern gesichert waren. 1583 standen auf dem Gelände 18 Gebäude.
Archäologische Untersuchungen auf dem Burgareal fanden 1968 und 1969 durch eine Ausgrabung mit einem Schnitt durch den Ringwall statt. Weitere Maßnahmen erfolgten 1980 und 2013 durch Notbergungen von Funden des 13. bis 16. Jahrhunderts.
Heute haben auf dem Amtshof eine Reihe von Behörden und Institutionen ihren Sitz. Dazu zählen das 1845 als Criminalamt erbaute Gebäude, in dem sich das Amtsgericht Syke befindet. In jüngster Zeit entstanden moderne Bauten, die  Teile des Syker Gymnasiums beherbergen und in denen sich bis 2004 eine Außenstelle des Landkreises Diepholz befand.

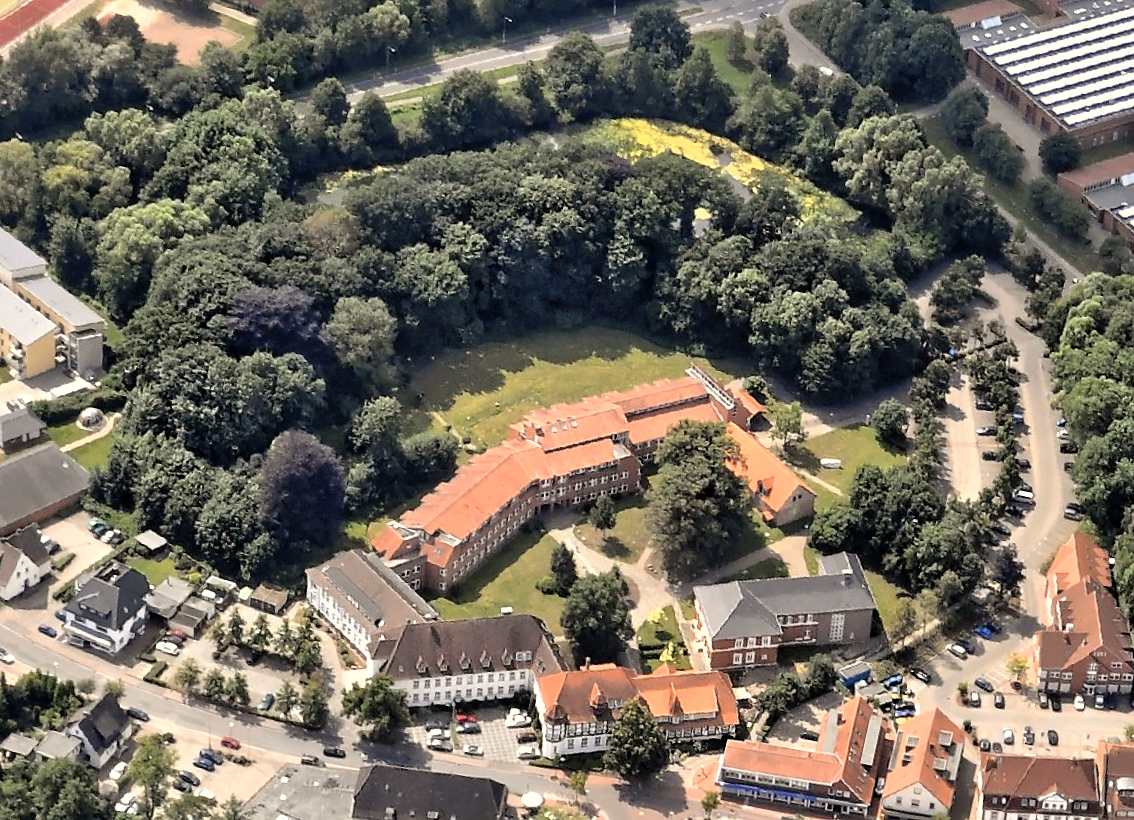
Luftbild vom Amtshof auf dem früheren Burgareal. Unter den Bäumen liegt die erhaltene Hälfte des Ringwalls
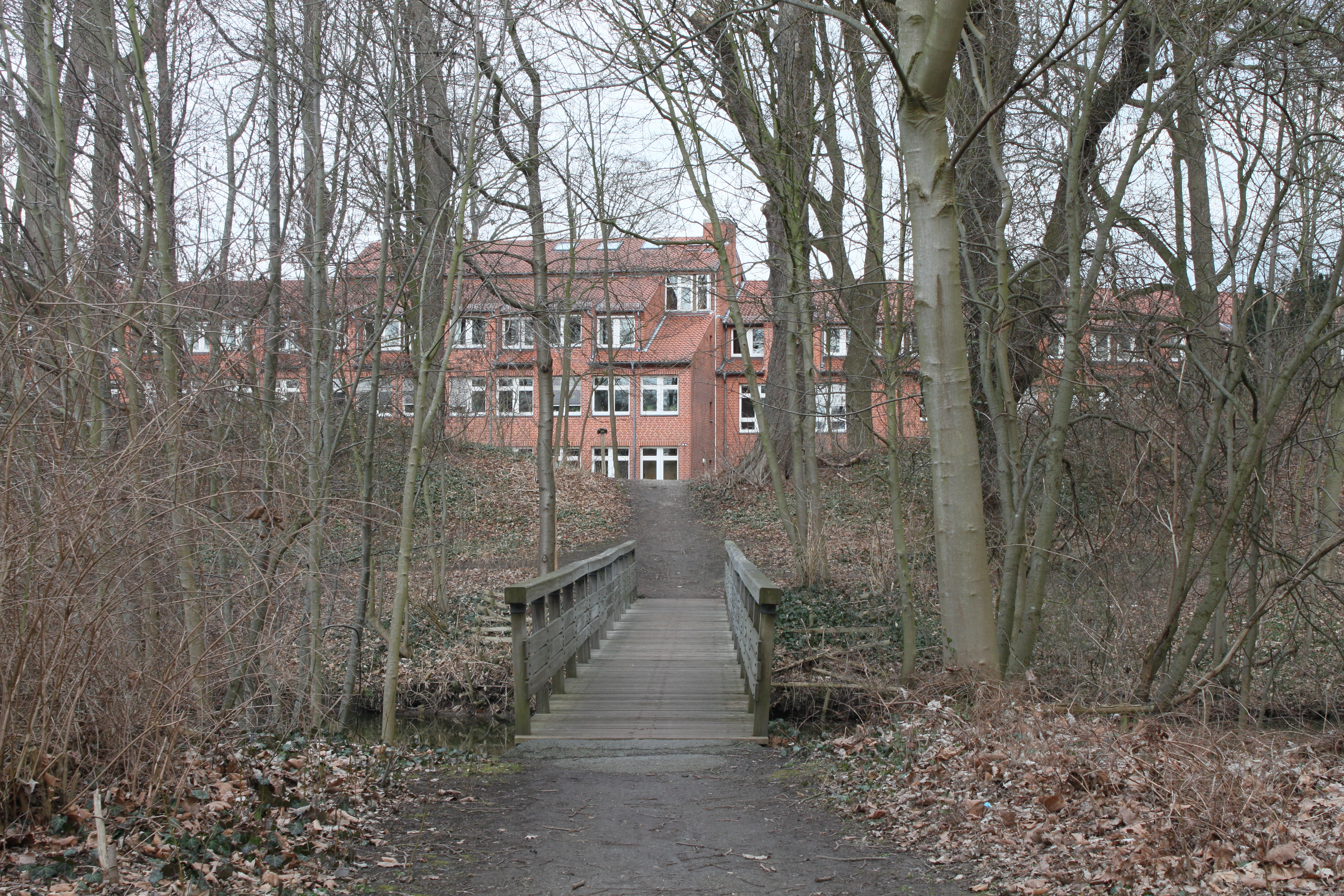
Außenansicht des Ringwalls mit Brücke über den davor liegenden Wassergraben
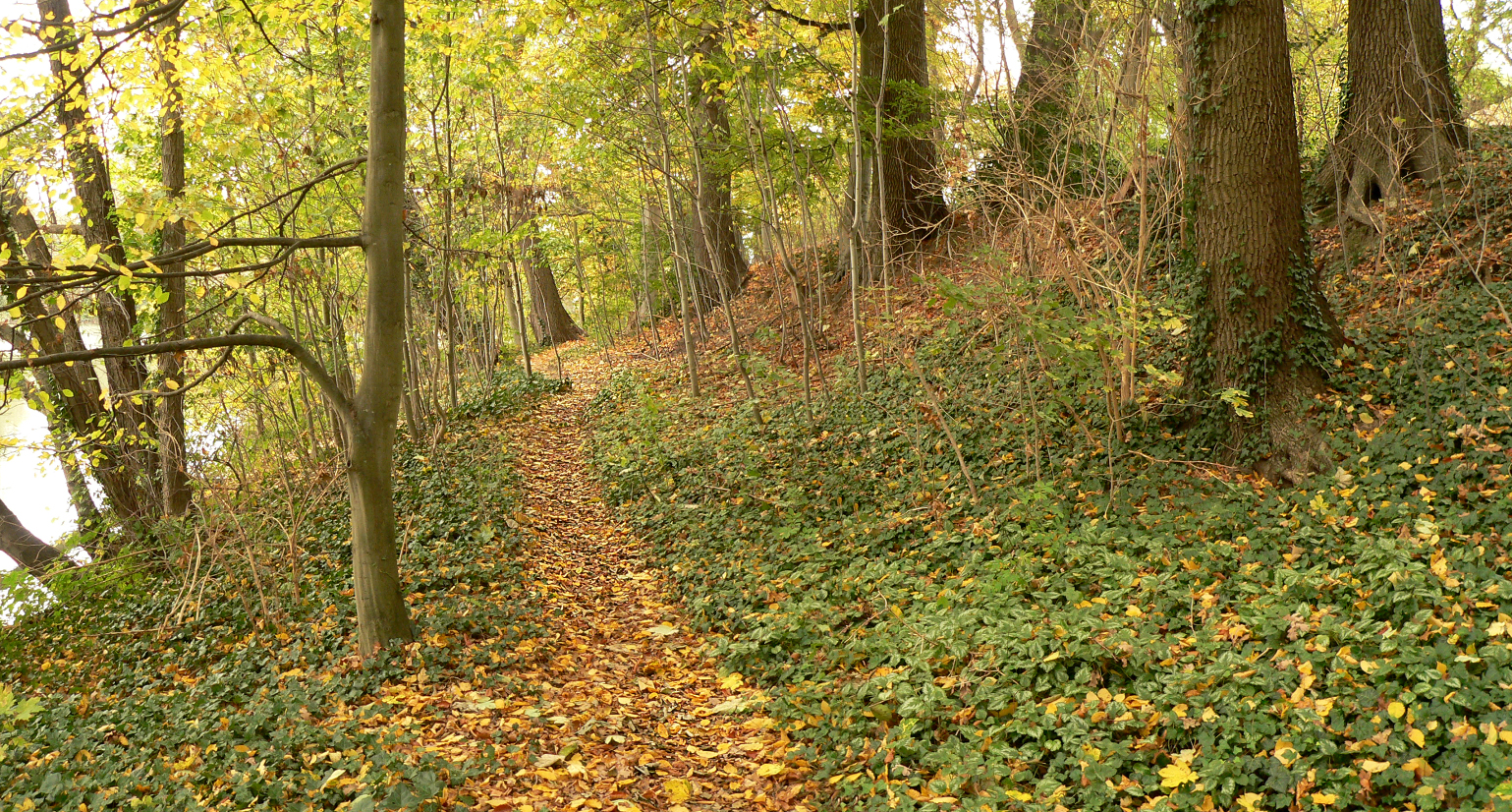
Der Ringwall am Wassergraben

### Ringwall

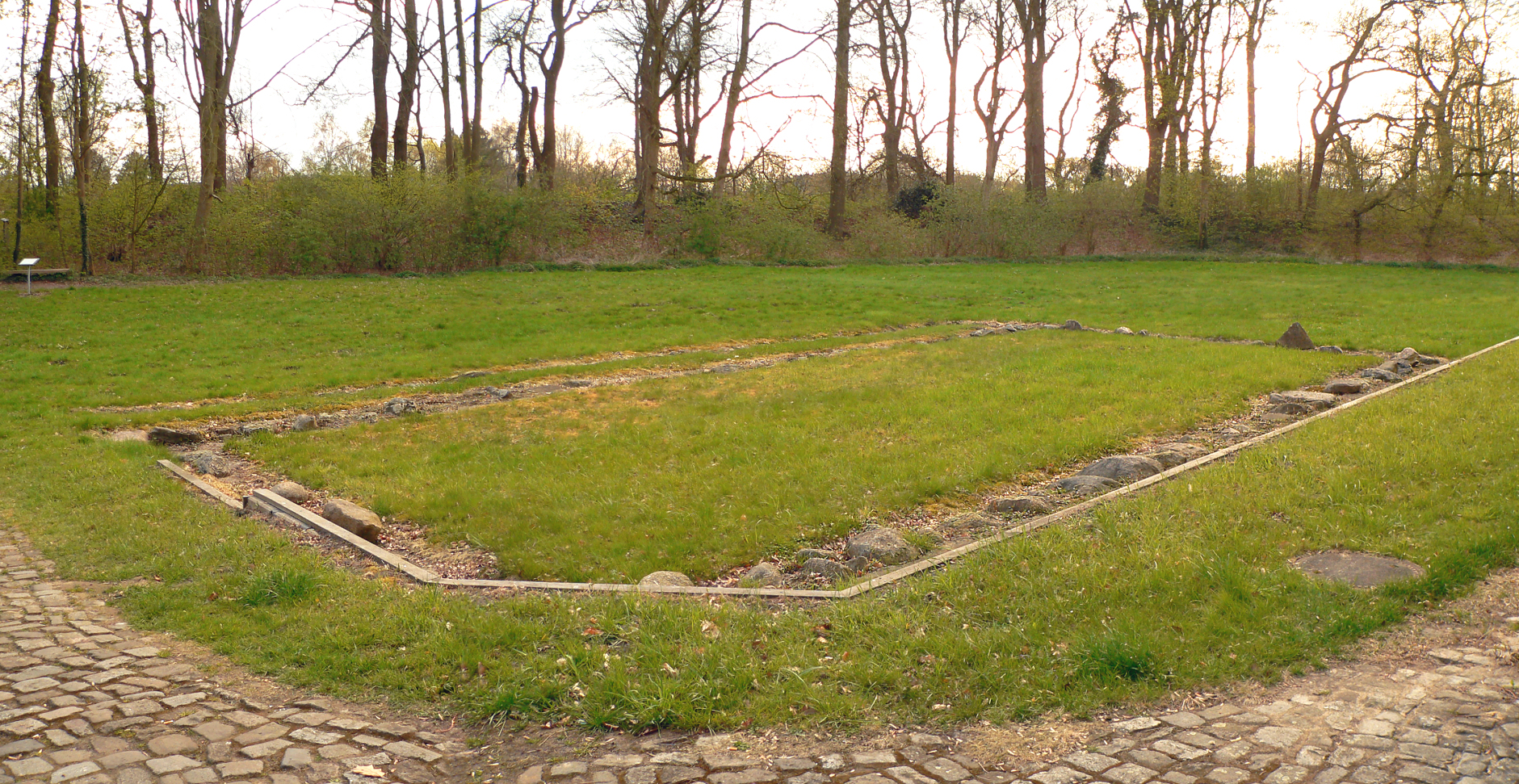
Fundamente des Zeughauses, im Hintergrund der Ringwall

Der Ringwall hat eine Höhe von bis zu 2,5 Meter und eine Breite von rund 9 Metern. Er ist mit Heideplaggen errichtet und innen mit einer Holzkonstruktion verstärkt worden. Der ursprüngliche Durchmesser betrug rund 125 Meter. Die Errichtungszeit ließ sich bei einer archäologischen Untersuchung nicht ermitteln, wird aber aufgrund des Charakters der Anlage im Frühmittelalter vermutet. Die nördliche Hälfte des Ringwalls wurde vermutlich bereits im Spätmittelalter abgetragen, um mit dem Material das niedrig gelegene Gelände zu erhöhen. Außen waren dem Wall zwei Wassergräben vorgelagert, die mit Wasser der Hache gespeist waren. Auf dem Burgareal innerhalb des Ringwalls befand sich ein weiterer, innerer Wall mit Graben.

### Neues Haus und Zeughaus
Das  Neue Haus wurde 1548 als repräsentativer Renaissancebau errichtet. Es war ein Backsteinbau mit Kemenate, Saal und Rüstkammer und Treppenturm. Das Gebäude besteht nicht mehr.
Am inneren Wall des Burggeländes stand ein fünf Meter breites Zeughaus. Die bei einer Ausgrabung freigelegten Fundamente aus Findlingssteinen wurden konserviert und liegen auf der Rasenfläche hinter dem modernen Kreishaus.

### Torhaus

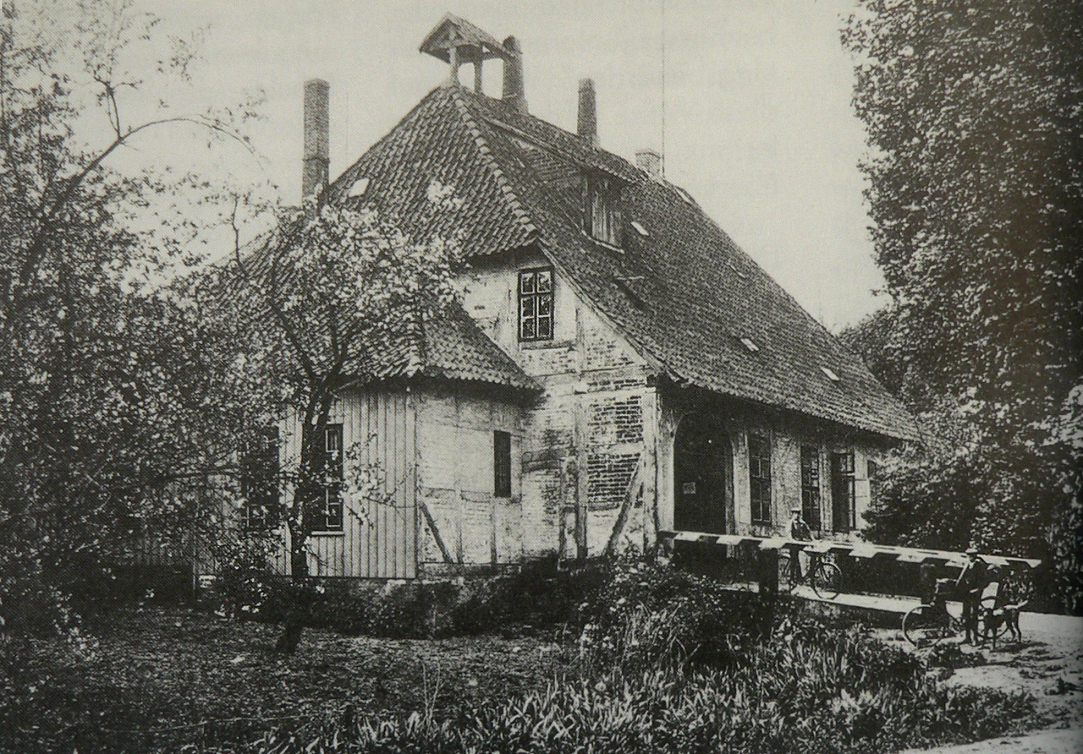
Das 1740 errichtete Torhaus am Zugang, um 1900

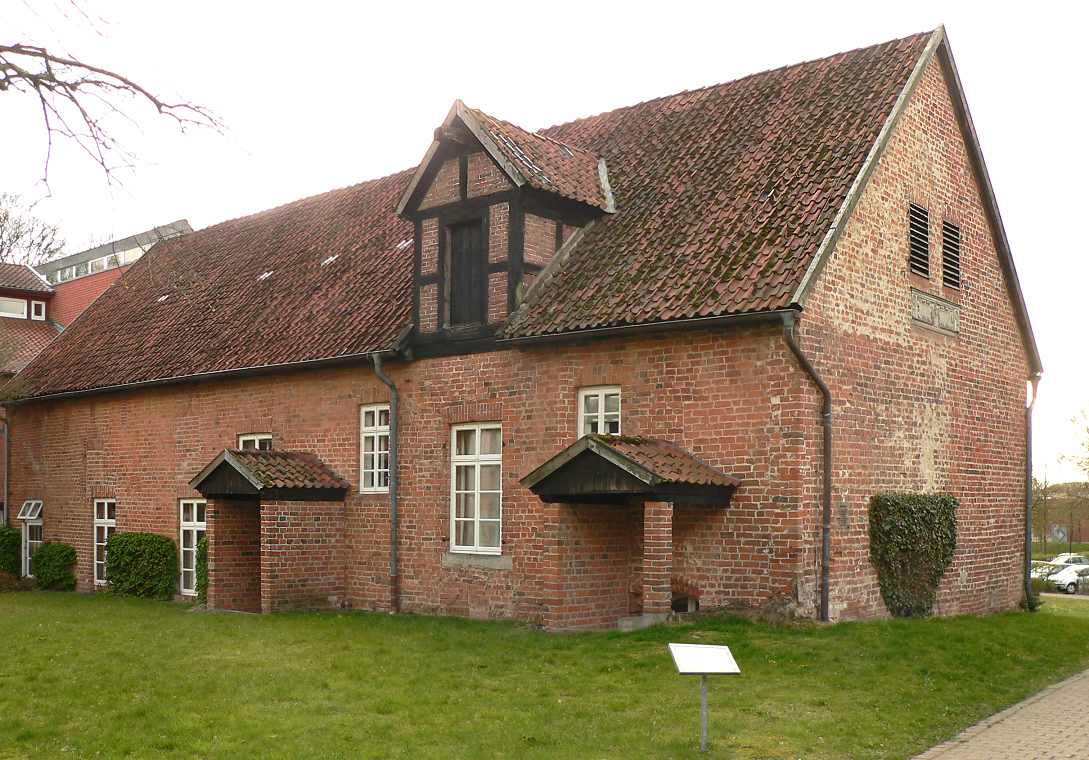
Das 1592 erbaute Kornzinshaus

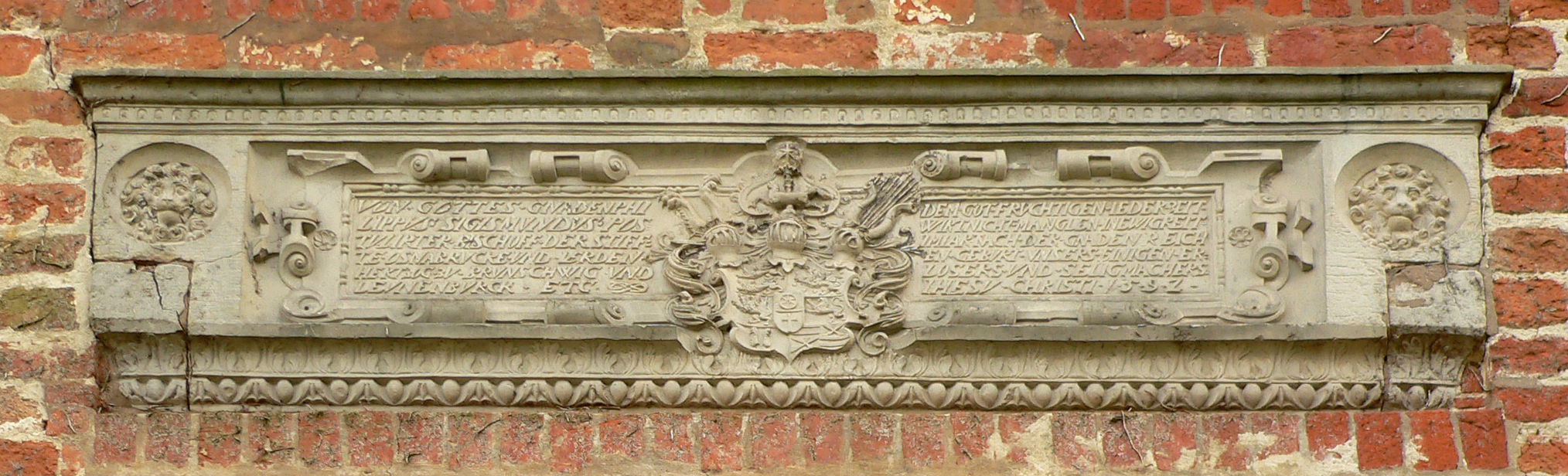
Inschrift am Kornzinshaus mit Nennung von Fürstbischof Philipp Sigismund

Von 1738 bis 1740 wurde am einstigen Zugang der Burg das Torhaus errichtet. Darin befanden sich eine Amtsstube, Wachstuben und bis 1845 Gefängniszellen. Das Torhaus war seit 1885 Sitz des Landratsamts des Kreises Syke und nach dessen Zusammenlegung mit dem benachbarten Kreis Hoya zum neuen Landkreis Grafschaft Hoya Sitz der Kreisverwaltung. Gebäudeerweiterungen des Torhauses erfolgten 1915, 1938 und 1960.

### Kornzinshaus
Das ursprünglich 33 Meter lange Kornzinshaus wurde laut Inschrift 1592 als Zehntscheune gebaut. Nach 1850 wurde das Gebäude auf 24 Meter verkürzt und das Fachwerk-Obergeschoss entfernt. 1980/82 erfolgte eine Sanierung.